# Ljudmila Jurjewna Aksenenko
Ljudmila Jurjewna Aksenenko (russisch Людмила Юрьевна Аксененко; geb. Astramowitsch (russisch Астрамович); * 6. September 1989) ist eine russische Naturbahnrodlerin. Sie startet seit der Saison 2008/2009 im Weltcup, wo sie bisher zehnmal unter die schnellsten zehn fuhr, und nahm seit 2006 an zwei Welt- und drei Europameisterschaften teil.

## Karriere
Ljudmila Astramowitsch nahm erstmals im Jahr 2006 an internationalen Wettkämpfen teil. Mit jeweils dem 17. Platz erzielte sie bei der Europameisterschaft 2006 in Umhausen und der Juniorenweltmeisterschaft 2006 in Garmisch-Partenkirchen aber nur Platzierungen unter den letzten fünf. In den nächsten beiden Jahren startete sie nur bei den Juniorenmeisterschaften und wurde sowohl bei der Junioreneuropameisterschaft 2007 in St. Sebastian als auch bei der Juniorenweltmeisterschaft 2008 in Latsch Zehnte.
Seit der Saison 2008/2009 startet Ljudmila Astramowitsch im Weltcup. In ihrer ersten Weltcupsaison nahm sie an vier der sechs Rennen teil, erzielte als beste Ergebnisse zwei zwölfte Plätze in St. Sebastian und Deutschnofen und wurde 14. im Gesamtweltcup. Im nächsten Winter bestritt sie fünf Weltcuprennen und erreichte mit Rang sieben im zweiten Rennen von Nowouralsk ihr bestes Saisonergebnis. Es folgten drei elfte Plätze sowie der zehnte Rang beim Saisonfinale in Garmisch-Partenkirchen, womit sie sich im Gesamtweltcup auf Rang acht verbesserte und zweitbeste Russin wurde. Bei der Junioreneuropameisterschaft 2009 in Longiarü fuhr Astramowitsch auf Rang sieben, in der Allgemeinen Klasse gelangen ihr aber noch keine Top-10-Platzierungen: Bei der Weltmeisterschaft 2009 in Moos in Passeier wurde sie 15. und bei der Europameisterschaft 2010 in St. Sebastian Elfte. Bei der EM 2010 startete sie erstmals auch im Mannschaftswettbewerb und belegte zusammen mit Juri Talych, Pawel Silin und Iwan Rodin als Team Russland II den achten Platz von zehn Mannschaften.
Nach ihrer Heirat startet sie seit der Saison 2010/2011 unter ihrem neuen Namen Aksenenko. Zu Beginn des Winters erzielte sie in den beiden Rennen in Nowouralsk jeweils den sechsten Platz und damit ihre bis dahin besten Weltcupergebnisse. In den weiteren vier Rennen kam sie noch zweimal unter die besten zehn, womit sie im Gesamtweltcup den sechsten Platz erreichte. Bei der Weltmeisterschaft 2011 in Umhausen wurde sie Elfte im Einsitzer und zusammen mit Stanislaw Kowschik und Ilja Tarassow im Team Russland II Siebte im Mannschaftswettbewerb. In der Saison 2011/2012 fuhr Aksenenko wie im Vorjahr in vier der sechs Weltcuprennen unter die schnellsten zehn, wobei wieder ein sechster Platz in Nowouralsk ihr bestes Saisonergebnis war. Im Gesamtweltcup belegte sie erneut als zweitbeste Russin hinter Seriensiegerin Jekaterina Lawrentjewa den siebten Platz. Bei der Europameisterschaft 2012 in Nowouralsk wurde sie Achte im Einsitzer und zusammen mit Stanislaw Kowschik, Alexander Jegorow und Pjotr Popow Sechste im Mannschaftswettbewerb.

## Erfolge

### Weltmeisterschaften
- Moos in Passeier 2009: 15. Einsitzer
- Umhausen 2011: 11. Einsitzer, 7. Mannschaft
- Deutschnofen 2013: 8. Einsitzer

### Europameisterschaften
- Umhausen 2006: 17. Einsitzer
- St. Sebastian 2010: 11. Einsitzer, 8. Mannschaft
- Nowouralsk 2012: 8. Einsitzer, 6. Mannschaft
- Umhausen 2014: 5. Einsitzer
- Passeier 2016: 4. Einsitzer

### Juniorenweltmeisterschaften
- Garmisch-Partenkirchen 2006: 17. Einsitzer
- Latsch 2008: 10. Einsitzer

### Junioreneuropameisterschaften
- St. Sebastian 2007: 10. Einsitzer
- Longiarü 2009: 7. Einsitzer

### Weltcup
- 2× 4. Gesamtrang im Einsitzer in den Saisonen 2012/13, 2013/14
- 2 Podestplätze